# Guy Lux
Guy Lux (21 de junio de 1919 – 13 de junio de 2003), fue un presentador y productor de televisión y radio francés.

## Biografía
Su verdadero nombre era Maurice Guy, según el mismo revelaba en su biografía "On ne fait que passer", y nació en París, Francia.
En 1939, con 20 años de edad, fue hecho prisionero en el transcurso de la Segunda Guerra Mundial. Tras evadirse, se unió a la resistencia francesa, y en 1943 formó parte de las tropas aliadas, obteniendo la Médaille des évadés y la Croix de guerre 1939-1945.
Tras estudiar en la Escuela Nacional Superior de Artes Aplicadas y en la Escuela de Bellas Artes, Guy Lux se inició como letrista de canciones, pero tuvo problemas para encontrar compradores de sus textos. 
En 1948 trabajó como ferretero en Asnières-sur-Seine, y en esa época empezó a concebir sus primeros concursos, que probaba con sus clientes, todo ello mientras participaba en las actividades de la Parroquia de St Joseph en Asnières. 
Su carrera comenzó en 1952 al lanzar la idea original de concursos radiofónicos y televisivos en la Radiodiffusion-télévision française (RTF).

### Décadas de 1960 y 1970
En 1960, Guy Lux presenta su primera emisión de Contact, a la que siguió La roue tourne. Posteriormente Guy concibió múltiples programas de concursos y variedades que marcaron la historia de la televisión francesa. En 1962 creó, junto con Pierre Brive, Intervilles (que presentaba junto a Simone Garnier y Léon Zitrone), y en 1965 Juegos sin fronteras.
Presentador de programas de variedades, trabajó en Le Palmarès des chansons desde 1965 a 1968 con Anne-Marie Peysson, y más adelante en los espacios Domino, Ring parade, Système 2, y Cadet Rousselle, con Sophie Darel. En Palmarès des chansons actuaron grandes nombres de la canción francesa, como fue el caso de Dalida, Michel Sardou, Tino Rossi, Serge Lama, Mireille Mathieu, Julien Clerc y Serge Gainsbourg.
En 1977 dirigió la película Drôles de zèbres, con Sim y Alice Sapritch (y el cantante Claude François interpretándose a sí mismo). Igualmente trabajó en diferentes revistas especializadas como pronosticador de carreras hípicas.
En 1975 intervino en un sketch televisivo de Coluche, Le Schmilblick, que parodiaba el concurso del mismo nombre, y en el cual él era precisamente el presentador.

### Década de 1980
En 1983 Lux pasó a France 3 con el show Cadence 3, y en 1985 presentó Intervilles, también con FR3. El éxito fue tal que TF1 organizó el traspaso del concurso y de su equipo a su emisora (el show se difundió hasta 1991).
El 31 de diciembre de 1986 presentó en FR3 la elección de Miss Francia.  Fue precisamente con la elección de Miss Francia en el año 2003 cuando Lux hizo su última aparición en pantalla.
Paralelamente, presentó en los años 1984 y 1985 los concursos de mediodía de la Radio Monte Carlo, siendo acompañado por Frédéric Gérard.
Su productora People production, creada en los primeros años ochenta, le permitió lanzar en 1987 la emisión del programa La Classe, presentado por Fabrice en France 3. 
Entre otras actividades en esos años, Lux escribió la letra de À la queuleuleu, canción interpretada por André Bézu.

### Década de 1990
En 1993, Lux anunció su retirada del mundo del espectáculo, aunque siguió dirigiendo su productora y diseñando concursos. Con su compañero Claude Savarit desarrolla L'Or à l'appel, que presentó Lagaf' desde 1996 a 1997.

### Vida personal
Guy Lux se casó el 5 de diciembre de 1942 con Paulette Lisle (1914-1995), teniendo dos hijos: Michel (nacido en 1943) y Christiane (1942-1964) fallecida en un accidente de tráfico con veintidós años. Aunque soltera, tenía un hijo pequeño, Jean-Christophe, que él crio. Su nieto comenzó una carrera artística en 1984, como el cantante Christophe Jenac. Tuvo un hijo fuera del matrimonio, Pierre, con la cantante Vonny, que reconoció tras la muerte de su esposa. No reconoció ningún otro hijo extramatrimonial, como Laura Charlotte (muerta a los 17 meses de edad).
Guy Lux falleció en Neuilly-sur-Seine, Francia, en 2003, a causa de un ataque cardíaco. Fue enterrado en Saint-Gratien (Valle del Oise).

## Trabajo televisivo

### Como presentador
- 1960-1964 :  Contact / La roue tourne
- 1962-1964, 1970-1973, 1985-1991 : Intervilles (concurso)
- 1963 : Monsieur tout le monde (concurso)
- 1965-1969, 1977-1981 y 1987: Interneige (concurso)
- 1965-1967, 1970-1982 : Jeux sans frontières (concurso)
- 1965-1968, 1979-1981 : Le Palmarès des chansons
- 1968 : Un partenaire en or
- 1968 : Si ça vous chante
- 1969 : Chansons champions
- 1969 : L'arbalète de Noël (concurso)
- 1969-1974 : Le Schmilblick
- 1970 : L'avis à deux
- 1971 : Les étoiles de la chanson (programa de variedades)
- 1972-1973 : Cadet Rousselle (programa de variedades)
- 1973-1975 : La Une est à vous
- 1975-1976 : Samedi est à vous
- 1974  : Domino (programa de variedades)
- 1974  : French Cancan (programa de variedades)
- 1975  : Ring Parade (programa de variedades)
- 1975  : Système 2
- 1977- : Un taxi en or
- 1978 {?} : Loto Chansons
- 1978-1981 : Top Club
- 1981 : L'escargot (concurso)
- 1983-1985 : Cadence 3
- 1986 : Miss France 1987
- 1986 : Marius de l'humour
- 1987-1989 : Interglace (concurso)
- 1987-1988 : Intercontinents (concurso)
- 1988 : Interchallenges (concurso)

### Como creador o productor
- 1953 : Des jeux à gogo
- 1956 : La tête et les jambes
- 1986 : C'est arrivé demain
- 1987 : La Classe
- 1987 : La Une est à vous, con Sylvain Augier y Bernard Montiel
- 1990 : L'aventure est sur la 3
- 1992 : Succès fous, con Patrick Roy, Philippe Risoli y Christian Morin
- 1996 : l'Or à l'appel, con Claude Savarit.
- 1997 : Capitale d'un soir

## Filmografía

### Actor
- 1967 : Bang-Bang : Guy Descartes
- 1972 : Les Fous du stade : Comentarista deportivo

### Director
- 1977 : Drôles de zèbres (director, guionista, cameo)